# Neuburg am Inn
Neuburg am Inn település Németországban, azon belül Bajorországban. Lakosainak száma 4445 fő (2023. december 31.). Neuburg am Inn Neuhaus am Inn, Ruhstorf an der Rott, Fürstenzell, Passau, Wernstein am Inn és Schardenberg községekkel határos.

## Népesség
A település népessége az elmúlt években az alábbi módon változott:
| Lakosok száma | 3008 | 3087 | 4225 | 4228 | 4313 | 4394 | 4366 | 4344 | 4441 | 4445 |
|               | 1970 | 1975 | 2011 | 2012 | 2014 | 2015 | 2017 | 2019 | 2022 | 2023 |

## Fekvése
A Passautól délre tartó B 12-es autóút melletti Neuburger Wald nevű erdőség  közelében, Fürstenzelltől keletre fekvő település.

## Története

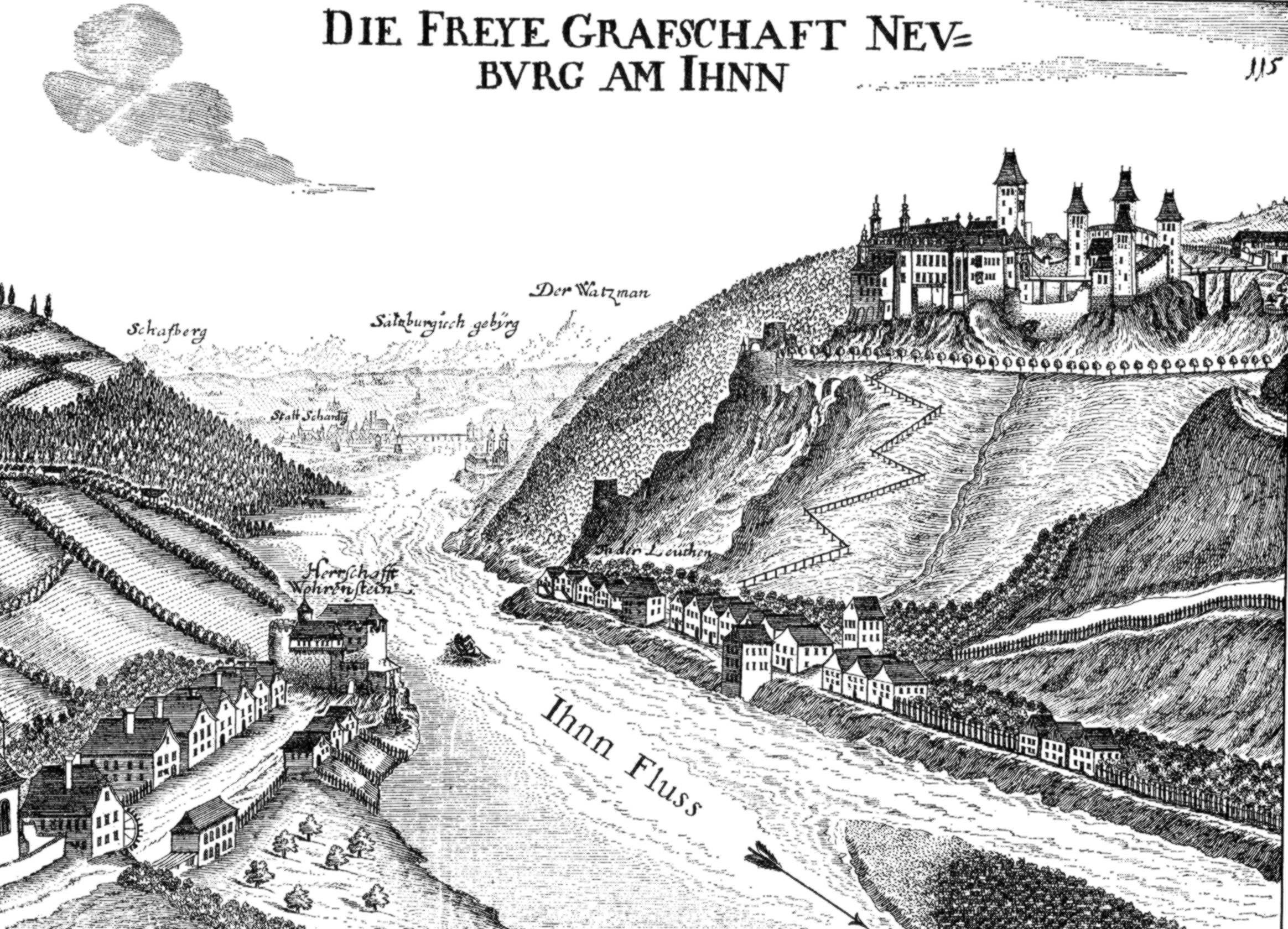
Nauburg vára egy régi metszeten

Neuburg am Innél egy 120 méter magas sziklafal tetején erődített vár romjai magasodnak az Inn folyó fölé. Ennek az Új várnak (Neuburg) elődjeként már 1000 körül vár állt itt, melyet még a Wels grófok építtettek. A várat IV. Henrik német-római császár 1078-ban megostromoltatta és leromboltatta.  Újjáépítése után a vár a bajor Wittelsbachok kezére került, azonban mivel stratégiailag fontos helynek számított, az osztrák Habsburgok is igényt tartottak rá. A vár több ostromot is megért, de végül 1310-ben leégett. 1505-ben végül a kölni béke a várat I. Miksa császárnak juttatta, s ezután újjáépült. Neve ettől kezdve lett Új vár.

## Galéria

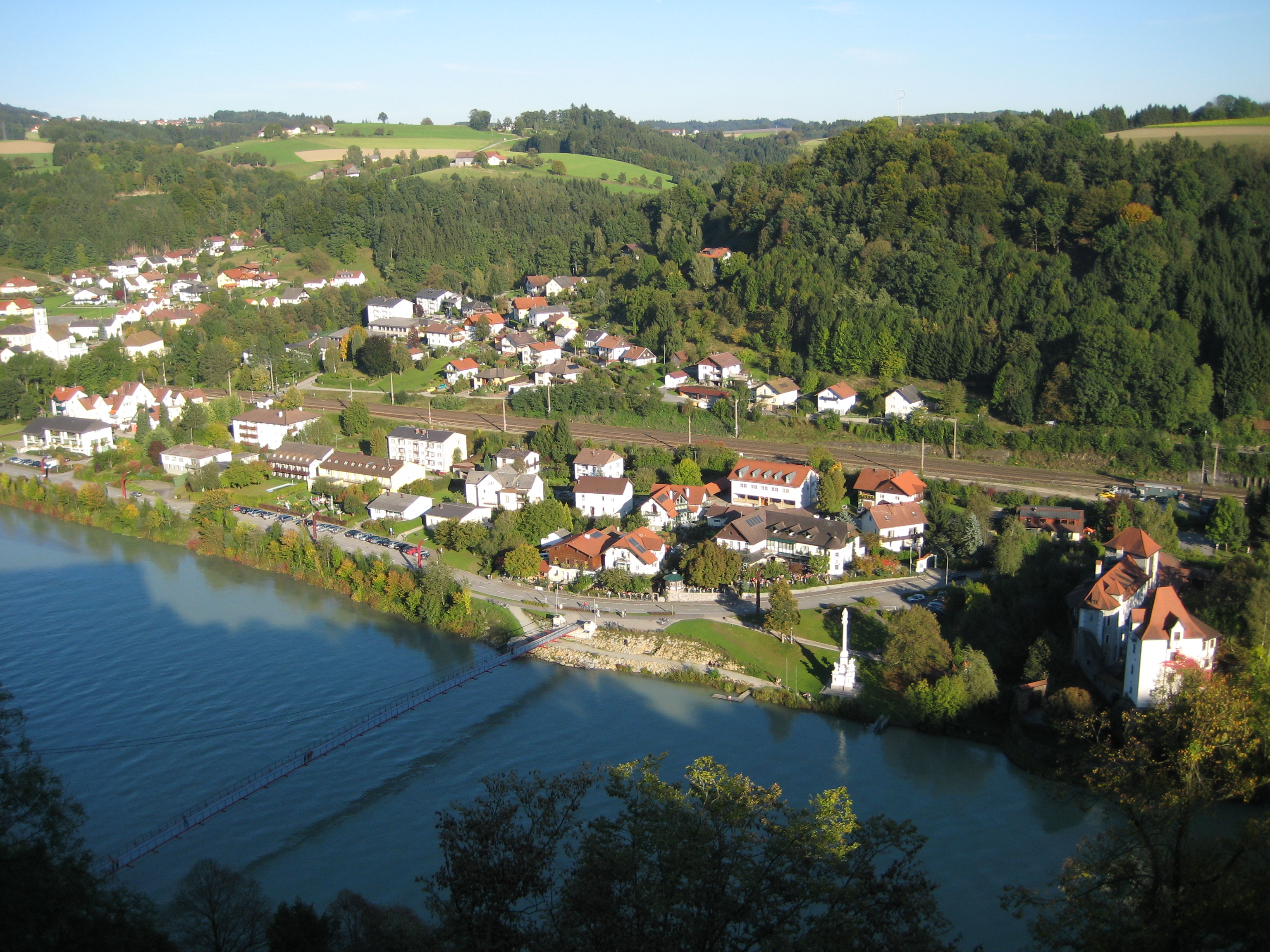
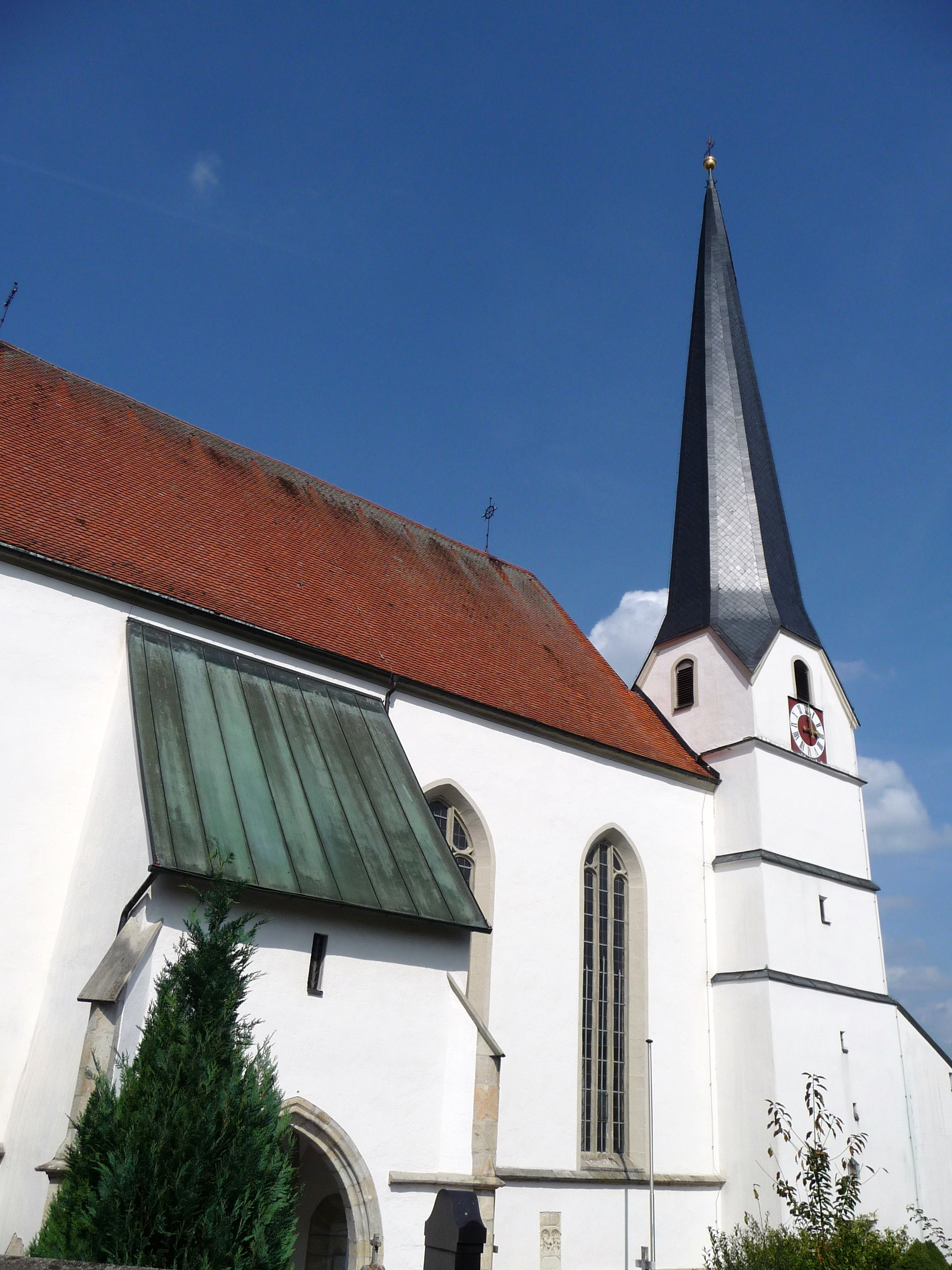
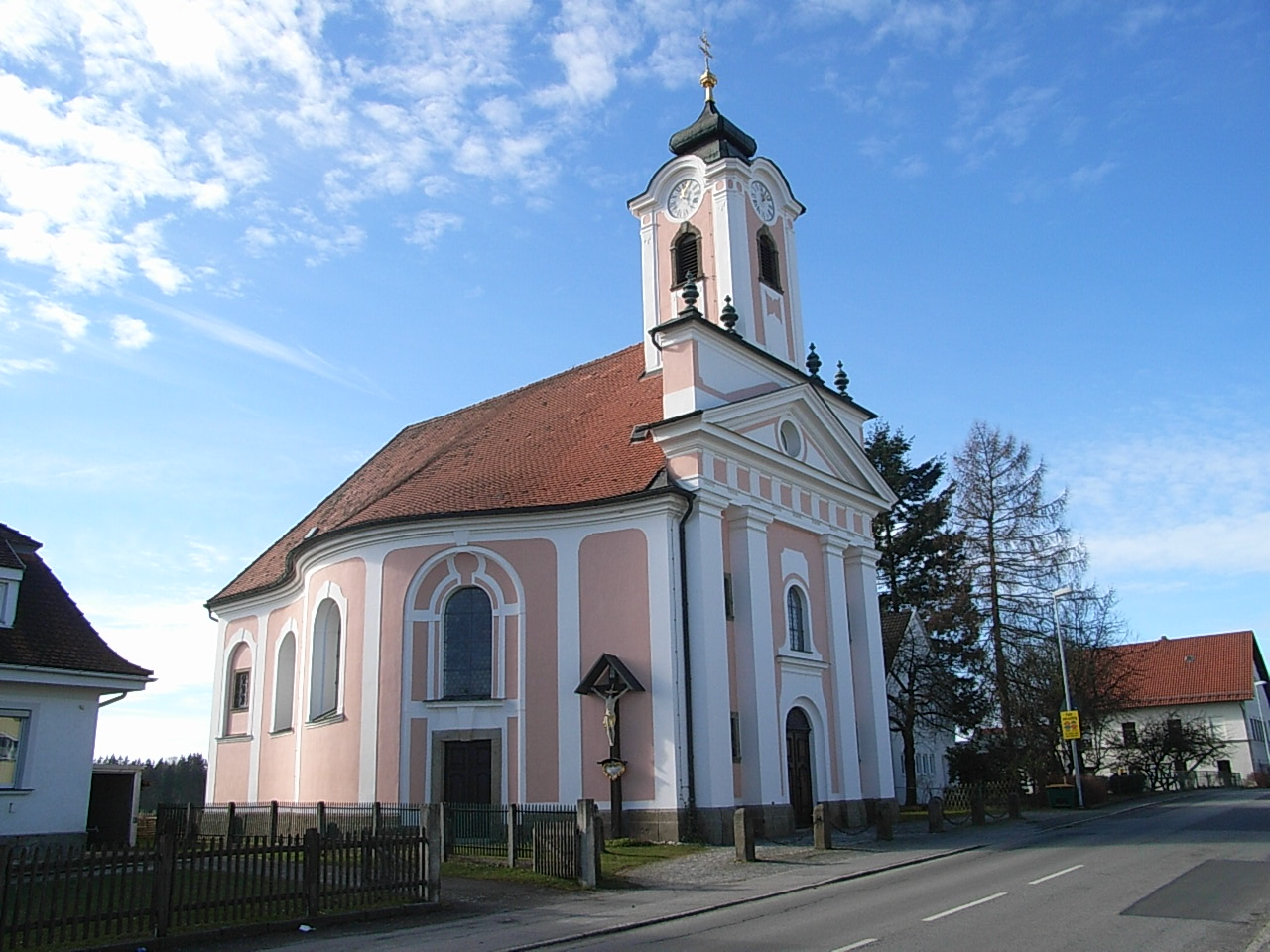

## Nevezetességek
- Neuburg vára